# Christian Elkin
Christian Elkin (Macclesfield, 2 gennaio 1981) è un pilota motociclistico britannico.

## Carriera
Ha gareggiato soprattutto nelle competizioni britanniche aggiudicandosi il titolo nazionale della classe 125 sia nel 2004 che nel 2005.
Ha corso tre gare nel motomondiale in qualità di wild card, sempre nel Gran Premio casalingo e sempre nella classe 125 guidando una Honda. Nel 2005 andò a punti e a fine stagione fu 31º.
Nel 2007 ha vinto la classe 250 della North West 200, l'anno successivo è giunto secondo e nel 2009 è incorso in un incidente.

## Risultati nel motomondiale
| 2002 | Classe | Moto  |  |  |  |  |  |  |  |    |  |  |  |  |  |  |  |  |  | Punti | Pos. |
| ---- | ------ | ----- |  |  |  |  |  |  |  | -- |  |  |  |  |  |  |  |  |  | ----- | ---- |
| 2002 | 125    | Honda |  |  |  |  |  |  |  | 21 |  |  |  |  |  |  |  |  |  | 0     |      |

| 2004 | Classe | Moto  |  |  |  |  |  |  |  |  |    |  |  |  |  |  |  |  |  | Punti | Pos. |
| ---- | ------ | ----- |  |  |  |  |  |  |  |  | -- |  |  |  |  |  |  |  |  | ----- | ---- |
| 2004 | 125    | Honda |  |  |  |  |  |  |  |  | 21 |  |  |  |  |  |  |  |  | 0     |      |

| 2005 | Classe | Moto  |  |  |  |  |  |  |  |    |    |  |  |  |  |  |  |  |  | Punti | Pos. |
| ---- | ------ | ----- |  |  |  |  |  |  |  | -- | -- |  |  |  |  |  |  |  |  | ----- | ---- |
| 2005 | 125    | Honda |  |  |  |  |  |  |  | NE | 12 |  |  |  |  |  |  |  |  | 4     | 31º  |

| Legenda | 1º posto        | 2º posto            | 3º posto            | A punti      | Senza punti        | Grassetto – Pole position Corsivo – Giro più veloce |
| Legenda | Gara non valida | Non qual./Non part. | Ritirato/Non class. | Squalificato | '-' Dato non disp. | Grassetto – Pole position Corsivo – Giro più veloce |